# Olověná štola
Olověná štola je montanistická technická památka na jihovýchodním svahu Příčného vrchu v Horním Údolí v okrese Jeseník v lesích státního podniku Lesy České republiky. Zahrnuje ústí štoly, haldy, těžební jámy s odvaly, propadliny tj. hornickou činnost na povrchu a podzemní prostory dolu s příklady ručního sekání chodby, komínu a letopočty. Ministerstvem kultury České republiky byla v roce 1994 prohlášena kulturní památkou ČR a je součástí Zlatohorské hornické naučné stezky.

## Historie
Olověná štola byl středověký důl, který v 16.–17. století byl označován jako Hatschwatsch. Nachází se v blízkosti nejvýznamnějšího rudného revíru Starohoří. Poslední těžařem byl J Höniger, který zanechal po sobě vysekaný letopočet 1883 s iniciálami HA.J. Z této doby pochází i jediná mapa, kde je důlní dílo zaznamenáno. K hlavní dobývce, která je pozdější těžební činnosti zavalena, vede ručně sekaná klikatá štola lichoběžníkového profilu. Chodba má dva větrací komíny, u druhého je vidět ručně sekaný obdélníkový profil a za ním se nachází menší komora s vysekanými letopočty 1768 a 1833. Chodba (kratší) dále ústí do menší těžební komory, ve které je zachován zbytek dřevěného povalu, pod kterým je 10–12m hluboké hloubení. Odtud pokračuje novodobá přerážka staré chodby v půlkruhovém profilu k velkému závalu (hlavní dobývka). Mezi druhým komínem a krátkou chodbou u závalu vede ve výšce asi dva metry v hlušině paralelní chodba s půlkruhovým profilem patrně z 18. století. Celková délka přístupných chodeb je asi 200 m. Důlní činností v šedesátých letech 20. století je hlavní těžební komora znepřístupněna.  V přístupné části chodby byla nalezena dřevěná kolečka, keramika a vědra. V roce 1997 došlo v důsledku povodní k závalu a důl je nepřístupný. Ústí štoly bylo v roce 2004 zabezpečeno portálem s mříží.